# 奥西达
奥西达（義大利語：Osidda），是意大利撒丁大区努奥罗省的一个市镇。总面积25.78平方公里，人口258人，人口密度10.0人/平方公里（2009年）。ISTAT代码为091068。